# Stone Mountain

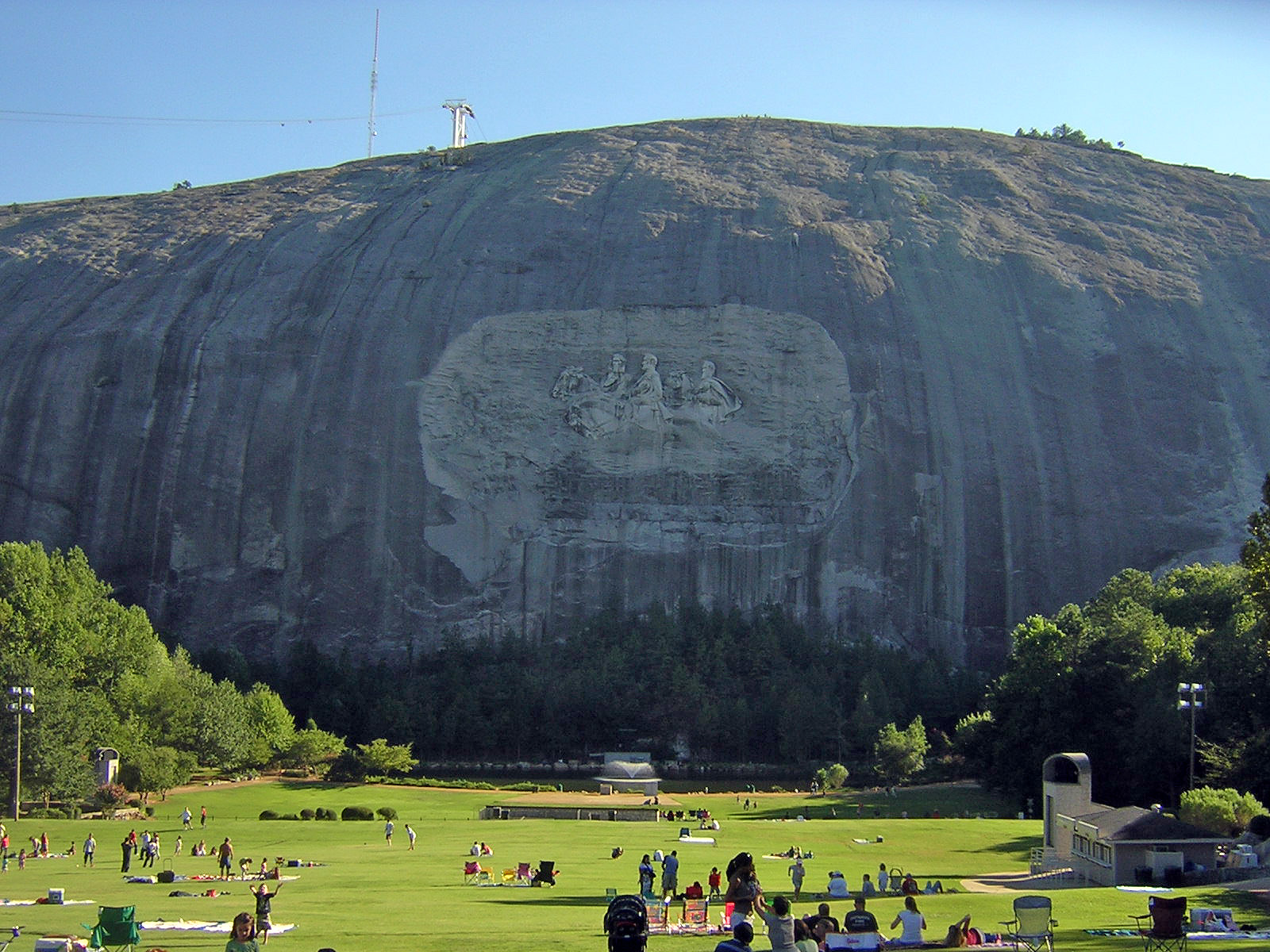
Blick auf das Relief vom Fuß des Felsens

Stone Mountain ist ein Granitfels im US-Bundesstaat Georgia bei Stone Mountain, einem Vorort von Atlanta. Er ist nach einigen Angaben der größte freiliegende Granitfels der Welt und, nach Mount Augustus, auch der zweitgrößte Monolith. Uluṟu (auch „Ayers Rock“ genannt) würde Stone Mountain zwar von der Größe her auf den dritten Platz verweisen, ist aber kein Monolith.
Stone Mountain ist nicht nur als geologische Besonderheit bekannt, sondern auch für das größte Basrelief der Welt, das sich auf seiner Nordwand befindet.

## Beschreibung
Der Gipfel des Felsens liegt 513 m über dem Meeresspiegel und rund 250 Meter über dem umgebenden Plateau, rund ein Viertel der Erhebung des ebenfalls aus Granit bestehenden Felsens El Capitan im Yosemite-Nationalpark. Der Gipfel des an der Basis einen Umfang von mehr als acht Kilometern aufweisenden Felsens kann zu Fuß oder per Seilbahn erreicht werden.
Die Oberfläche besteht aus nacktem Fels mit Ausspülungen, in denen sich Regenwasser sammelt, das kleine Bäche speist. In den Felsritzen leben einige Salzkrebschen. Die seltene Georgia-Eiche (Quercus georgiana) wurde erstmals auf dem Felsplateau entdeckt.

### Geologie
Bei dem Felsen handelt es sich um einen hauptsächlich aus Granit bestehenden Intrusivkörper, der im Zeitraum der Entstehung der Blue Ridge Mountains vor rund 300 Millionen Jahren entstand, als Magma aus der Erdkruste in erdnahe Schichten gepresst wurde und dort auskristallisierte. Durch Erosionsprozesse wurde dann der aus beständigerem Material bestehende Felsen nach und nach freigelegt. Nach Art und Anzahl der Xenolithe handelt es sich um S-Typ-Granit (aus geschmolzenem Sedimentgestein). Es weist ein Fließgefüge in Ost-West-Richtung auf.

## Relief

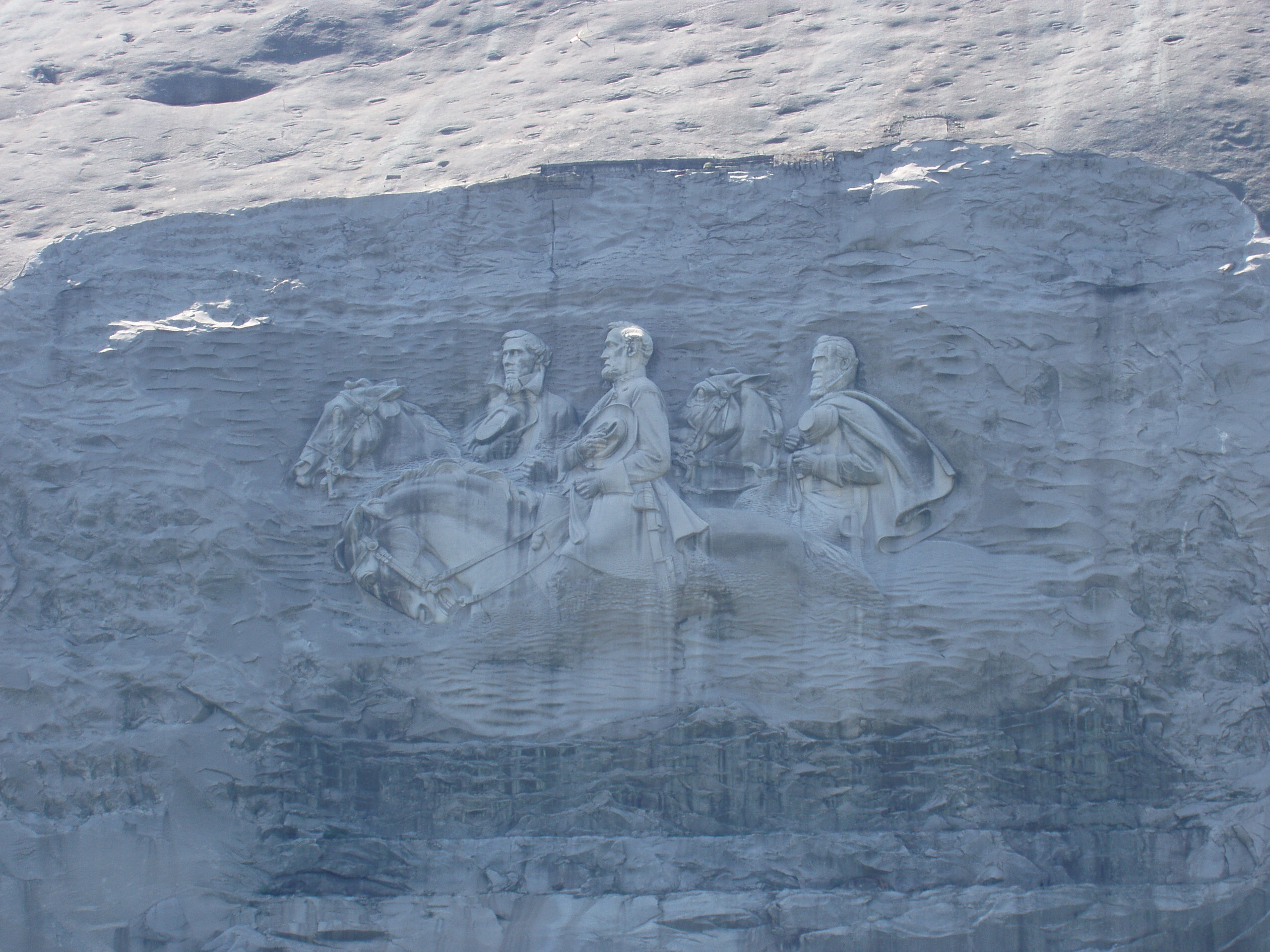
Basrelief

Das Relief an der Nordseite des Felsens zeigt drei Persönlichkeiten der Konföderierten Staaten von Amerika: Präsident Jefferson Davis und die Generäle Thomas „Stonewall“ Jackson und Robert E. Lee. Es befindet sich etwa 130 Meter über dem Fuß des Felsens und hat etwa die Größe eines Fußballfelds. Es ist etwa sieben Meter tief in das Gestein abgesetzt. Die Figurengruppe misst etwa 30 mal 60 Meter und ist an der tiefsten Stelle etwa vier Meter tief eingeschnitten. Seit 1983 wird nachts eine Lasershow auf das Relief projiziert.

### Entstehung
1909 wurden in den USA Hundertjahrfeiern zum Gedenken an den Präsidenten Abraham Lincoln gehalten. Bei dieser Gelegenheit kam erstmals der Gedanke auf, das Andenken der Konföderierten mit einem Denkmal zu ehren. Caroline Helen Jemison Plane (1829–1925) von den United Daughters of the Confederacy gab den Anstoß. Sie sprach den Bildhauer Gutzon Borglum an, und dieser erstellte bis 1917 einige vorläufige Modelle; wegen des Ersten Weltkriegs war es schwierig, Sponsoren zu finden.
1923 bekam Borglum 250.000 Dollar, die zu einem großen Teil vom Ku-Klux-Klan gesammelt worden waren, und er konnte mit der Arbeit beginnen, erhielt jedoch eine unrealistische Zeitvorgabe von drei Jahren. Im folgenden Jahr wurde anlässlich General Lees Geburtstag das Relief von Lees Kopf vor einem großen Publikum feierlich enthüllt. Das Verhältnis zu Borglum verschlechterte sich jedoch, und sein Vertrag wurde im Februar 1925 gekündigt. Borglum verließ Georgia, nicht ohne seine Vormodelle zu zertrümmern, und begann die Arbeit an Mount Rushmore. Im April 1925 wurde Augustus Lukeman zur Fortführung der Arbeit verpflichtet, und drei Jahre später wurde Borglums Werk mit Dynamit vom Berg gesprengt. Dann ging jedoch das Geld aus, und als Lukeman 1935 starb, hatte die Arbeit am Berg bereits seit einigen Jahren geruht.
1958 kaufte der Staat Georgia den Berg für über eine Million Dollar und stellte das Relief unter Denkmalschutz. Das Stone-Mountain-Projekt wurde 1963 wieder erweckt und Walker Hancock wurde ausgewählt, die Bildhauerarbeit zu vollenden. 1972 wurde das Relief von Roy Faulkner vollendet.

### Stone Mountain und der Ku-Klux-Klan
Eine zentrale Rolle in der Geschichte des Denkmals kommt dem Ku-Klux-Klan zu. Dieser hat dort viele Zeremonien abgehalten.
Die Verbindung begann mit der dramatischen Wiedergeburt des Klans, ausgelöst durch den Film Die Geburt einer Nation von David Wark Griffith, der die verbrecherischen Aktivitäten des ursprünglichen Ku-Klux-Klans in der Zeit nach dem Amerikanischen Bürgerkrieg romantisch verklärte. Am 25. November 1915 traf sich eine Gruppe von Männern in langen Roben und Kapuzen am Stone Mountain, um ein Kreuz zu verbrennen, und William Joseph Simmons, ein methodistischer Prediger, leistete einen Eid als Grand Wizard des erneuerten Ku-Klux-Klans. Der Eid wurde ihm von Nathan Bedford Forrest II abgenommen, dem Enkel des ursprünglichen Imperial Grand Wizard Nathan B. Forrest. Als Zeuge fungierte Samuel Venable, der Eigentümer des Stone Mountain. Im Oktober 1923 gewährte Venable dem KKK eine ewige Grunddienstbarkeit mit dem Recht, dort nach Belieben Feierlichkeiten abzuhalten. Nachdem der Staat Georgia das Monument übernommen hatte, wurde die Familie Venable verpflichtet, diese Zusage aufzuheben.
Die Bevölkerung des Vororts Stone Mountain besteht heute zu fast 70 Prozent aus Afroamerikanern, und es gibt seit einigen Jahren intensive Debatten darüber, das Monument zu entfernen, umzugestalten oder durch eine Erinnerung an Martin Luther King und die afroamerikanische Bürgerrechtsbewegung zu ergänzen.

### Kritik
Das Relief ist immer wieder Gegenstand öffentlicher Kritik, weil es Vertreter der Konföderierten darstellt, die im Amerikanischen Bürgerkrieg für den Erhalt der Sklaverei kämpften. So bezeichnete Richard Rose, Präsident der NAACP von Atlanta, das Monument als den „größten Tempel für White Supremacy (Weiße Vorherrschaft) in der Geschichte der Welt“. Vor Ort kommt es immer wieder zu Demonstrationen gegen das Relief.

## Stone Mountain Park
Das Konföderierten-Denkmal wird vom Stone-Mountain-Park mit einem Golfplatz, Glockenspiel, Flugplatz etc. umgeben. Eine Seilbahn bringt Besucher auf den Gipfel, von wo sie auf Atlanta hinunterschauen können; oft kann Kennesaw Mountain gesehen werden, und an sehr klaren Tagen reicht die Sicht bis zu den Appalachen. Auch zu Fuß ist der Weg auf den Gipfel leicht zu bewältigen. Auf dem Berg steht ein kleiner Funkturm, von dem einige nichtkommerzielle Radio- und Fernsehsender ihr Programm ausstrahlen.
Der Stone Mountain Park ist einer von drei privat betriebenen Staatsparks von Georgia. Zurzeit werden der Park und seine Fahrgeschäfte von der Silver Dollar City Company betrieben. Anlässlich der Olympischen Sommerspiele 1996 wurden Im Park die Tennis-Wettbewerbe, Bahnradrennen und das Bogenschießen abgehalten.

## Filmschauplatz
Rund um den Berg liegen einige der Drehorte der italienischen Komödie Der Große mit seinem außerirdischen Kleinen (1979). Ein Platz mit Blick auf das Felsrelief dient als Treffpunkt mit einem UFO.